# Panamá na Copa do Mundo FIFA de 2018
A Seleção Panamenha de Futebol foi uma das 32 participantes da Copa do Mundo FIFA de 2018, realizada na Rússia.

## Classificação
| Pos | Equipe     | Pts | J | V | E | D | GP | GC | SG | Classificado      |
| --- | ---------- | --- | - | - | - | - | -- | -- | -- | ----------------- |
| 1   | Bélgica    | 9   | 3 | 3 | 0 | 0 | 9  | 2  | +7 | Fase eliminatória |
| 2   | Inglaterra | 6   | 3 | 2 | 0 | 1 | 8  | 3  | +5 | Fase eliminatória |
| 3   | Tunísia    | 3   | 3 | 1 | 0 | 2 | 5  | 8  | −3 | Eliminado         |
| 4   | Panamá     | 0   | 3 | 0 | 0 | 3 | 2  | 11 | −9 | Eliminado         |

## Fase de grupos
Sorteada no grupo G, o Panamá enfrentou as seleções da Bélgica, da Inglaterra e da Tunísia.
| 18 de junho   | Bélgica                       | 3 – 0     | Panamá | Estádio Olímpico de Fisht, Sóchi           |
| 18:00 (UTC+3) | Mertens 47' · Lukaku 69', 75' | Relatório |        | Público: 43 257 Árbitro: ZAM Janny Sikazwe |

| Bélgica | Panamá |

| G                | 1  | Thibaut Courtois  |     |     |
| Z                | 2  | Toby Alderweireld |     |     |
| Z                | 20 | Dedryck Boyata    |     |     |
| Z                | 5  | Jan Vertonghen    | 59' |     |
| M                | 15 | Thomas Meunier    | 14' |     |
| M                | 7  | Kevin De Bruyne   | 88' |     |
| M                | 6  | Axel Witsel       |     | 90' |
| M                | 11 | Yannick Carrasco  |     | 74' |
| A                | 14 | Dries Mertens     |     | 83' |
| A                | 10 | Eden Hazard       |     |     |
| A                | 9  | Romelu Lukaku     |     |     |
| Substituições:   |    |                   |     |     |
| M                | 19 | Mousa Dembélé     |     | 74' |
| M                | 16 | Thorgan Hazard    |     | 83' |
| M                | 22 | Nacer Chadli      |     | 90' |
| Treinador:       |    |                   |     |     |
| Roberto Martínez |    |                   |     |     |

| G                  | 1  | Jaime Penedo         |       |     |
| LD                 | 2  | Michael Amir Murillo | 51'   |     |
| Z                  | 5  | Román Torres         |       |     |
| Z                  | 4  | Fidel Escobar        |       |     |
| LE                 | 15 | Erick Davis          | 18'   |     |
| M                  | 6  | Gabriel Gómez        |       |     |
| M                  | 11 | Armando Cooper       | 49'   |     |
| M                  | 20 | Aníbal Godoy         | 57'   |     |
| M                  | 8  | Édgar Bárcenas       | 45+2' | 63' |
| M                  | 21 | José Luis Rodríguez  |       | 63' |
| A                  | 7  | Blas Pérez           |       | 73' |
| Substituições:     |    |                      |       |     |
| A                  | 9  | Gabriel Torres       |       | 63' |
| A                  | 10 | Ismael Díaz          |       | 63' |
| A                  | 18 | Luis Tejada          |       | 73' |
| Treinador:         |    |                      |       |     |
| Hernán Darío Gómez |    |                      |       |     |

| Homem do Jogo: Romelu Lukaku Bandeirinhas: Jerson dos Santos Zakhele Siwela Quarto árbitro: Ryuji Sato Quinto árbitro: Toru Sagara Árbitro assistente de vídeo: Bastian Dankert Árbitros assistentes de árbitro de vídeo: Felix Zwayer Sander van Roekel Danny Makkelie |

| 24 de junho   | Inglaterra                                                      | 6 – 1     | Panamá    | Estádio de Níjni Novgorod, Níjni Novgorod |
| 15:00 (UTC+3) | Stones 8', 40' · Kane 22' (pen), 45+1' (pen), 62' · Lingard 36' | Relatório | Baloy 78' | Público: 43 319 Árbitro: EGY Gehad Grisha |

| Inglaterra | Panamá |

| G                | 1  | Jordan Pickford    |     |     |
| Z                | 2  | Kyle Walker        |     |     |
| Z                | 5  | John Stones        |     |     |
| Z                | 6  | Harry Maguire      |     |     |
| M                | 8  | Jordan Henderson   |     |     |
| M                | 21 | Ruben Loftus-Cheek | 23' |     |
| M                | 7  | Jesse Lingard      |     | 63' |
| M                | 12 | Kieran Trippier    |     | 70' |
| M                | 18 | Ashley Young       |     |     |
| A                | 10 | Raheem Sterling    |     |     |
| A                | 9  | Harry Kane         |     | 63' |
| Substituições:   |    |                    |     |     |
| A                | 19 | Jamie Vardy        |     | 63' |
| M                | 4  | Fabian Delph       |     | 63' |
| M                | 21 | Danny Rose         |     | 70' |
| Treinador:       |    |                    |     |     |
| Gareth Southgate |    |                    |     |     |

| G                  | 1  | Jaime Penedo         |     |     |
| LD                 | 2  | Michael Amir Murillo | 72' |     |
| Z                  | 5  | Román Torres         |     |     |
| Z                  | 4  | Fidel Escobar        | 44' |     |
| LE                 | 15 | Erick Davis          |     |     |
| M                  | 6  | Gabriel Gómez        |     | 69' |
| M                  | 11 | Armando Cooper       | 10' |     |
| M                  | 20 | Aníbal Godoy         |     | 62' |
| M                  | 8  | Édgar Bárcenas       |     | 69' |
| M                  | 21 | José Luis Rodríguez  |     |     |
| A                  | 7  | Blas Pérez           |     |     |
| Substituições:     |    |                      |     |     |
| A                  | 19 | Ricardo Ávila        |     | 62' |
| A                  | 16 | Abdiel Arroyo        |     | 69' |
| A                  | 23 | Felipe Baloy         |     | 69' |
| Treinador:         |    |                      |     |     |
| Hernán Darío Gómez |    |                      |     |     |

| Homem do Jogo: Harry Kane Bandeirinhas: Redouane Achik Waleed Ahmed Quarto árbitro: Norbert Hauata Quinto árbitro: Bertrand Brial Árbitro assistente de vídeo: Danny Makkelie Árbitros assistentes de árbitro de vídeo: Sander Van Roekel Pawel Gil Mark Geiger |

| 28 de junho   | Panamá            | 1 – 2     | Tunísia                         | Arena Mordovia, Saransk                      |
| 21:00 (UTC+3) | Meriah 33' (g.c.) | Relatório | F. Ben Youssef 51' · Khazri 66' | Público: 37 168 Árbitro: BHR Nawaf Shukralla |

| Panamá | Tunísia |

| G                  | 1  | Jaime Penedo        |       |     |
| LD                 | 13 | Adolfo Machado      |       |     |
| Z                  | 5  | Román Torres        |       | 56' |
| Z                  | 4  | Fidel Escobar       |       |     |
| LE                 | 17 | Luis Ovalle         |       |     |
| V                  | 6  | Gabriel Gómez       | 80'   |     |
| M                  | 20 | Aníbal Godoy        |       |     |
| M                  | 19 | Ricardo Ávila       | 78'   | 81' |
| M                  | 8  | Édgar Bárcenas      |       |     |
| M                  | 21 | José Luis Rodríguez |       |     |
| A                  | 9  | Gabriel Torres      |       | 46' |
| Substituições:     |    |                     |       |     |
| Z                  | 3  | Harold Cummings     |       | 46' |
| M                  | 18 | Luis Tejada         | 90+6' | 56' |
| M                  | 16 | Abdiel Arroyo       |       | 81' |
| Treinador:         |    |                     |       |     |
| Hernán Darío Gómez |    |                     |       |     |

| G              | 16 | Aymen Mathlouthi        |       |     |
| LD             | 21 | Hamdi Nagguez           |       |     |
| Z              | 6  | Rami Bedoui             |       |     |
| Z              | 4  | Yassine Meriah          |       |     |
| LE             | 5  | Oussama Haddadi         |       |     |
| M              | 13 | Ferjani Sassi           | 44'   | 46' |
| M              | 17 | Ellyes Skhiri           |       |     |
| M              | 20 | Ghailene Chaalali       | 90+3' |     |
| PD             | 8  | Fakhreddine Ben Youssef |       |     |
| A              | 10 | Wahbi Khazri            |       | 89' |
| PE             | 23 | Naïm Sliti              |       | 77' |
| Substituições: |    |                         |       |     |
| M              | 9  | Anice Badri             | 71'   | 46' |
| M              | 15 | Ahmed Khalil            |       | 77' |
| M              | 18 | Bassem Srarfi           |       | 89' |
| Treinador:     |    |                         |       |     |
| Nabil Maâloul  |    |                         |       |     |

| Homem do Jogo: Fakhreddine Ben Youssef Bandeirinhas: Yaser Khalil Abdulla Tulefat Taleb Al Marri Quatro árbitro: Mehdi Abid Charef Quinto árbitro: Hiroshi Yamauchi Árbitro assistente de vídeo: Tiago Martins Árbitros assistentes de árbitro de vídeo: Abdulrahman Al-Jassim Marvin Torrentera Sandro Ricci |